# Andrew Dodt
Andrew Dodt (26 januari 1986) is een professionele golfer uit Australië.

## Amateur
Andrew Dodt had een goede amateurscarrière en hij speelde in het nationale team. In zijn laatste seizoen won hij het Australisch Amateur (strokeplay) waardoor hij mee mocht spelen in het Australisch Open van 2007.

### Gewonnen
- 2003: Australian Junior Order of Merit
- 2006: Malaysian Amateur
- 2007: Australian Amateur (strokeplay)

## Professional
In 2007 werd Dodt professional. In 2009 speelde hij op de Europese Challenge Tour, maar hij speelde ook zeven toernooien in Azië die voor de Europese PGA Tour meetelden. Zijn topprestatie was de 9de plaats op het Singapore Open.
 In februari 2010 won hij de Avantha Masters in Delhi door een birdie op de laatste hole te maken. Op deze par-5 lag hij met zijn afslag in de rough, met zijn tweede slag in de bunker bij de green, en hij maakte zijn putt.

## Gewonnen
- 2010: Avantha Masters

## Record
Dodt is de eerste en dus enige speler op de Europese Tour die twee keer een hole-in-one maakte in dezelfde ronde. Dit gebeurde tijdens de tweede ronde van de Nordea Masters 2013 op hole 7 en hole 11. Hij scoorde die ronde 66 en eindigde het toernooi op de 44ste plaats.